# Wim de Jong (dammer)

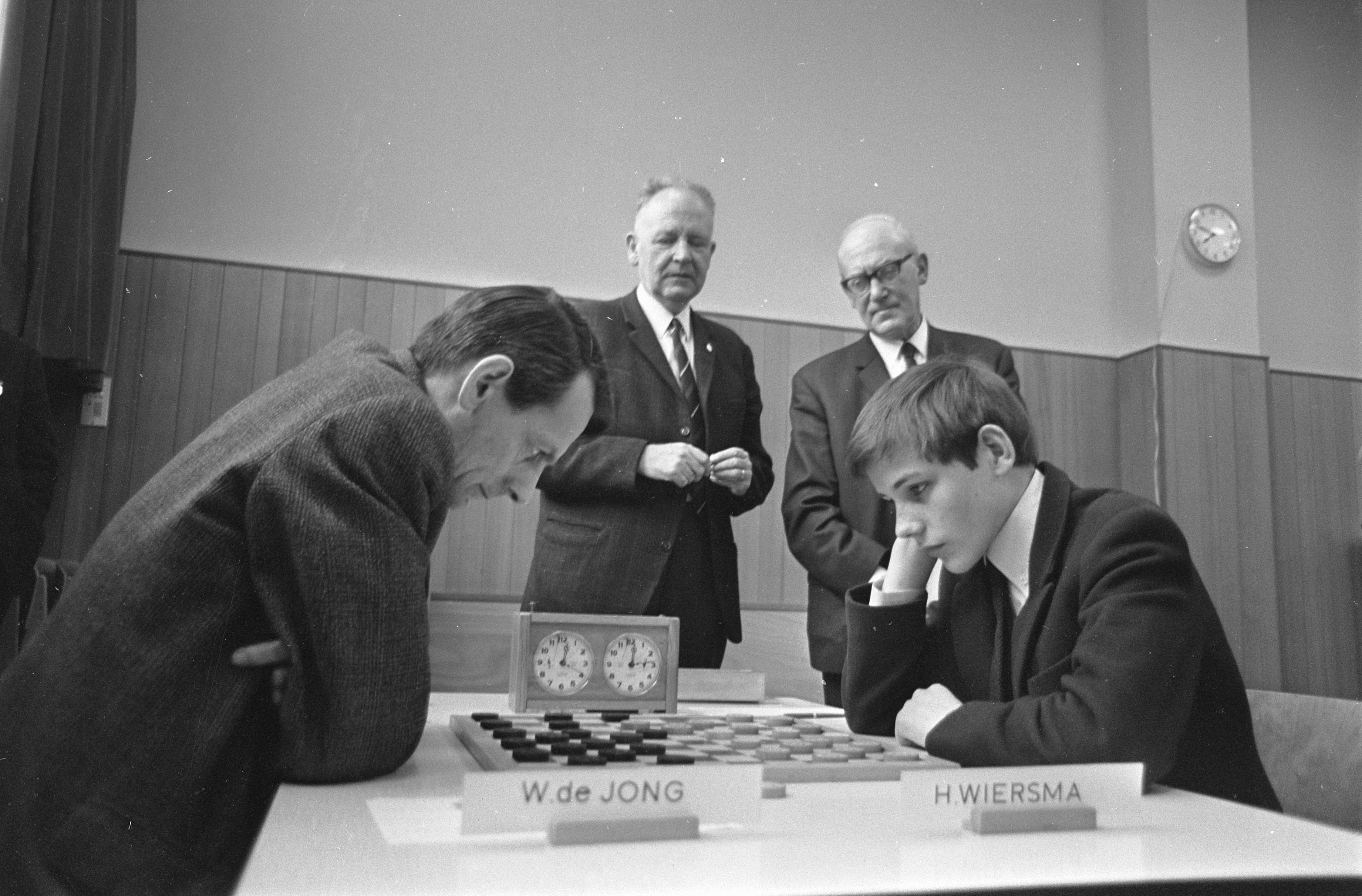
De Jong (links) tijdens het NK dammen 1967 tijdens zijn partij tegen Harm Wiersma (rechts).

Wim de Jong (30 juni 1922 – 9 januari 2012) was een Nederlands dammer die viermaal Nederlands kampioen werd. Ook zijn vader, Abe, en zijn broer, Yme, damden. De Jong bezat de titels Internationaal Meester en Nationaal Grootmeester. In 1964 eindigde hij tweede op het Brintatoernooi, 1 punt achter Baba Sy. Op het WK 1956 werd hij zesde. In januari 2012 overleed De Jong op 89-jarige leeftijd.

## Nederlandse kampioenschappen

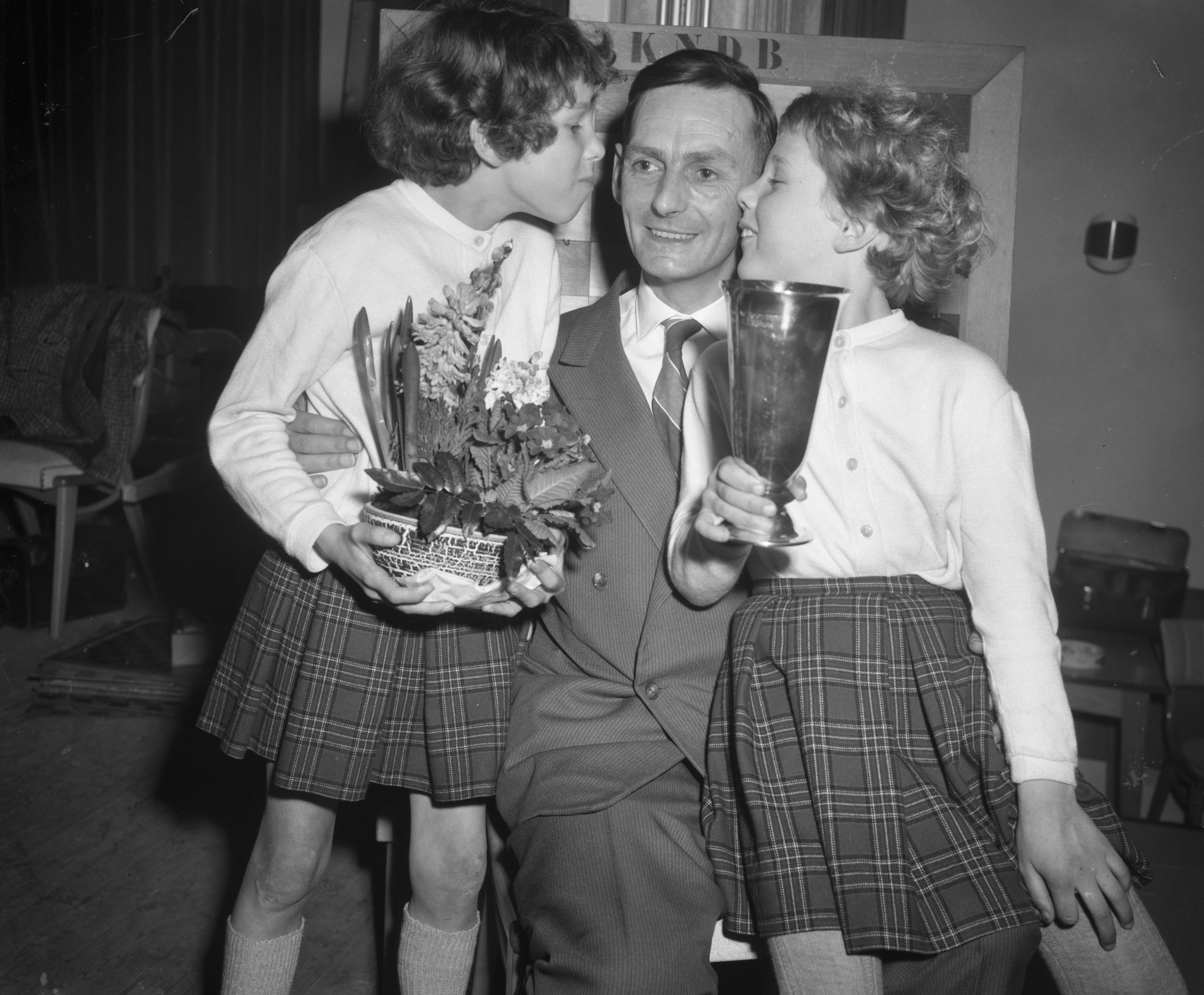
De Jong met zijn twee dochters bij zijn winst op het NK 1960

De Jong deed veertien keer mee aan het NK, viermaal werd hij Nederlands kampioen.
- In 1955 stond De Jong drie rondes voor het einde gedeeld eerste met Henk Laros. Vanwege ziekte moest hij echter opgeven. Waarna zijn laatste drie partijen reglementair verloren gingen.[1][2]
- In 1956 werd De Jong kampioen met 21 punten uit 14 partijen, 3 punten meer dan de nummer twee, Wim Huisman.
- In 1960 werd De Jong kampioen met 22 punten uit 15 partijen, 2 punten meer dan de nummer twee, Jan Bom.
- In 1961 werd De Jong kampioen met 18 punten uit 13 partijen, 1 punt meer dan de nummers twee, Geert van Dijk en Freek Gordijn.
- In 1962 werd De Jong kampioen met 15 punten uit 10 partijen, 2 punten meer dan de nummer twee, Ed Holstvoogd.